# 盛田嘉徳
盛田 嘉徳（もりた よしのり、1912年7月30日 - 1981年7月2日）は、芸能研究者、同和教育者・運動家。

## 経歴
富山県出身。1937年早稲田大学文学部国文科卒。大阪学芸大学助教授、1959年大阪教育大学教授。1976年「中世賤民と雜芸能の研究」で早大文学博士。1978年大阪教育大を定年退官、名誉教授。中世芸能史が専門。部落解放同盟の前身、解放委員会に創立当初から参画し、大阪府をはじめ各地方自治体の同和対策審議会委員を務める。同和教育の研究と実践を進め、1953年全国同和教育研究協議会幹事。1968年部落解放研究所（現部落解放・人権研究所）副理事長。1980年松本治一郎賞受賞。

## 著書
- 『新らしい同和教育の在り方』北大路書房 1950
- 『同和教育論』潮文社 1956
- 『解放教育への道程』明治図書出版 解放教育選書 1974
- 『中世賤民と雑芸能の研究』雄山閣出版 1974
- 『河原巻物 ものと人間の文化史』法政大学出版局 1978
- 『盛田嘉徳部落問題選集』部落解放研究所 1982

### 編・訳
- 石割松太郎『世話もの談義 随筆』編 誠光社 1948
- 陸羽撰『茶経』訳 河原書店 1948
- 『摂津役人村文書』編集 大阪市浪速同和教育推進協議会 1970
- 『ある被差別部落の歴史 和泉国南王子村』岡本良一、森杉夫共著 岩波新書 1979

## 論文
- Cinii